# You Want It You Got It Tour
You Want It You Got It Tour è stato un tour musicale di Bryan Adams a supporto del suo album You Want It You Got It.
Il  tour inizia da Toronto nell'ottobre 1981, per proseguire nel 1982 interamente in Canada e negli Stati Uniti d'America, per alcune date svolge concerti assieme alla rock band canadese Loverboy.

## Pre - Tour (1980/'81) - (date)
| Numero | Data     | Luogo                                                                           | Bandiera               | Nazione               |
| ------ | -------- | ------------------------------------------------------------------------------- | ---------------------- | --------------------- |
| 1      | 24/04/80 | Citrus Bowl Winter Haven, Orlando, FL - (con Aerosmith, Journey, e Sammy Hagar) | Stati Uniti (bandiera) | Stati Uniti d'America |
| 2      | 02/06/80 | The Savoy Pub, Vancouver, BC                                                    | Canada (bandiera)      | Canada                |
| 3      | 19/06/80 | Frankie & Johnny's, Calgary, AB                                                 | Canada (bandiera)      | Canada                |
| 4      | 20/06/80 | Frankie & Johnny's, Calgary, AB                                                 | Canada (bandiera)      | Canada                |
| 5      | 21/06/80 | Frankie & Johnny's, Calgary, AB                                                 | Canada (bandiera)      | Canada                |
| 6      | 04/11/80 | Lucifer's Nightclub, Calgary, AB                                                | Canada (bandiera)      | Canada                |
| 7      | 05/11/80 | Lucifer's Nightclub, Calgary, AB                                                | Canada (bandiera)      | Canada                |
| 8      | 06/11/80 | Lucifer's Nightclub, Calgary, AB                                                | Canada (bandiera)      | Canada                |
| 9      | 02/10/80 | Commodore Ballroom, Vancouver, BC                                               | Canada (bandiera)      | Canada                |
| 10     | 24/11/81 | Frankie & Johnny, Calgary, AB                                                   | Canada (bandiera)      | Canada                |
| 11     | 25/11/81 | Frankie & Johnny, Calgary, AB                                                   | Canada (bandiera)      | Canada                |
| 12     | 26/11/81 | Frankie & Johnny, Calgary, AB                                                   | Canada (bandiera)      | Canada                |

### You Want It You Got It Tour - (date)
| Numero | Data     | Luogo                                                | Bandiera               | Nazione               |
| ------ | -------- | ---------------------------------------------------- | ---------------------- | --------------------- |
| 13     | 27/10/81 | El Mocambo, Toronto, ON                              | Canada (bandiera)      | Canada                |
| 14     | 06/01/82 | Agora, Cleveland, OH,                                | Stati Uniti (bandiera) | Stati Uniti d'America |
| 15     | 08/01/82 | Lost Horizon Club, Syracuse, NY                      | Stati Uniti (bandiera) | Stati Uniti d'America |
| 16     | 09/01/82 | Westchester Premiere Teatro, Tarrytown, NY           | Stati Uniti (bandiera) | Stati Uniti d'America |
| 17     | 10/01/82 | Brendan Byrne Arena, East Rutherford, NJ             | Stati Uniti (bandiera) | Stati Uniti d'America |
| 18     | 12/01/82 | Stabler Arena, Bethlehem, PA                         | Stati Uniti (bandiera) | Stati Uniti d'America |
| 19     | 13/01/82 | Hampton Coliseum, Hampton, VA                        | Stati Uniti (bandiera) | Stati Uniti d'America |
| 20     | 14/01/82 | Capital Centre, Landover, MD                         | Stati Uniti (bandiera) | Stati Uniti d'America |
| 21     | 15/01/82 | Charlotte Coliseum, Charlotte, NC,                   | Stati Uniti (bandiera) | Stati Uniti d'America |
| 22     | 17/01/82 | Ellis Memorial Auditorium, Memphis, TN               | Stati Uniti (bandiera) | Stati Uniti d'America |
| 23     | 18/01/82 | Louisville Palace Theatre, Louisville, KY            | Stati Uniti (bandiera) | Stati Uniti d'America |
| 24     | 19/01/82 | Stanley Theater, Pittsburgh, PA                      | Stati Uniti (bandiera) | Stati Uniti d'America |
| 25     | 21/01/82 | New Haven Veterans Memorial Coliseum, New Haven, CT  | Stati Uniti (bandiera) | Stati Uniti d'America |
| 26     | 22/01/82 | SUNY Plattsburgh, Plattsburgh, NY                    | Stati Uniti (bandiera) | Stati Uniti d'America |
| 27     | 23/01/82 | Proctor's Theatre, Schenectady, NY                   | Stati Uniti (bandiera) | Stati Uniti d'America |
| 28     | 24/01/82 | Springfield Civic Center, Springfield, MA            | Stati Uniti (bandiera) | Stati Uniti d'America |
| 29     | 25/01/82 | Brendan Byrne Arena, East Rutherford, NJ             | Stati Uniti (bandiera) | Stati Uniti d'America |
| 30     | 28/01/82 | The Lost Horizon, Syracuse, NY                       | Stati Uniti (bandiera) | Stati Uniti d'America |
| 31     | 14/02/82 | Municipal Coliseum, Lubbock, TX                      | Stati Uniti (bandiera) | Stati Uniti d'America |
| 32     | 16/02/82 | Hemisfair Arena Convention Center, San Antonio, TX,  | Stati Uniti (bandiera) | Stati Uniti d'America |
| 33     | 17/02/82 | Frank Erwin Center, Austin, TX                       | Stati Uniti (bandiera) | Stati Uniti d'America |
| 34     | 19/02/82 | Lloyd Noble Center, Norman, OK                       | Stati Uniti (bandiera) | Stati Uniti d'America |
| 35     | 21/02/82 | Henry Levitt Arena, Wichita, KS                      | Stati Uniti (bandiera) | Stati Uniti d'America |
| 36     | 22/02/82 | Kansas Coliseum, Valley Center, KS                   | Stati Uniti (bandiera) | Stati Uniti d'America |
| 37     | 16/03/82 | Savannah Civic Center, Savannah, GA                  | Stati Uniti (bandiera) | Stati Uniti d'America |
| 38     | 17/03/82 | Jacksonville Memorial Coliseum, Jacksonville, FL     | Stati Uniti (bandiera) | Stati Uniti d'America |
| 39     | 18/03/82 | Lee Civic Centre, Fort Myers, FL                     | Stati Uniti (bandiera) | Stati Uniti d'America |
| 40     | 20/03/82 | Tangerine Bowl, Orlando, FL                          | Stati Uniti (bandiera) | Stati Uniti d'America |
| 41     | 23/03/82 | Municipal Auditorium, Mobile, AL                     | Stati Uniti (bandiera) | Stati Uniti d'America |
| 42     | 26/03/82 | Carolina Coliseum, Columbia, SC                      | Stati Uniti (bandiera) | Stati Uniti d'America |
| 43     | 27/03/82 | Charlotte Coliseum, Charlotte, NC                    | Stati Uniti (bandiera) | Stati Uniti d'America |
| 44     | 28/03/82 | Greensboro Coliseum, Greensboro, NC                  | Stati Uniti (bandiera) | Stati Uniti d'America |
| 45     | 30/03/82 | Roanoke Civic Center, Roanoke, VA                    | Stati Uniti (bandiera) | Stati Uniti d'America |
| 46     | 31/03/82 | Richmond Coliseum, Richmond, VA                      | Stati Uniti (bandiera) | Stati Uniti d'America |
| 47     | 02/04/82 | Cumberland County Civic Center, Portland, ME         | Stati Uniti (bandiera) | Stati Uniti d'America |
| 48     | 03/04/82 | Carrier Dome, Syracuse, NY                           | Stati Uniti (bandiera) | Stati Uniti d'America |
| 49     | 05/04/82 | Montreal Forum, Montréal, QC                         | Canada (bandiera)      | Canada                |
| 50     | 06/04/82 | Ottawa Civic Centre, Ottawa, ON                      | Canada (bandiera)      | Canada                |
| 51     | 28/04/82 | London Gardens, London, ON                           | Canada (bandiera)      | Canada                |
| 52     | 29/04/82 | Kitchener Memorial Auditorium, Kitchener, ON         | Canada (bandiera)      | Canada                |
| 53     | 30/04/82 | Sudbury Community Arena, Sudbury, ON                 | Canada (bandiera)      | Canada                |
| 54     | 01/05/82 | Ottawa Civic Centre, Ottawa, ON                      | Canada (bandiera)      | Canada                |
| 55     | 03/05/82 | Halifax Metro Centre, Halifax, NS                    | Canada (bandiera)      | Canada                |
| 56     | 04/05/82 | Aitken Centre - UNB, Fredericton, NB                 | Canada (bandiera)      | Canada                |
| 57     | 05/05/82 | Moncton Coliseum, Moncton, NB                        | Canada (bandiera)      | Canada                |
| 58     | 07/05/82 | Toronto, ON                                          | Canada (bandiera)      | Canada                |
| 59     | 11/05/82 | Kingston Memorial Centre, Kingston, ON               | Canada (bandiera)      | Canada                |
| 60     | 13/05/82 | Memorial Gardens, Sault St. Marie, ON                | Canada (bandiera)      | Canada                |
| 61     | 14/05/82 | Thunder Bay Community Auditorium, Thunder Bay, ON    | Canada (bandiera)      | Canada                |
| 62     | 15/05/82 | Winnipeg Arena, Winnipeg, MB                         | Canada (bandiera)      | Canada                |
| 63     | 17/05/82 | Saskatoon Arena, Saskatoon, SK                       | Canada (bandiera)      | Canada                |
| 64     | 18/05/82 | Saskatoon Arena, Saskatoon, SK                       | Canada (bandiera)      | Canada                |
| 65     | 19/05/82 | Agridome, Regina, SK                                 | Canada (bandiera)      | Canada                |
| 66     | 21/05/82 | Pacific Coliseum, Vancouver, BC                      | Canada (bandiera)      | Canada                |
| 67     | 23/07/82 | Rock 'n' Roll Grand Slam 1982, Kingdome, Seattle, WA | Stati Uniti (bandiera) | Stati Uniti d'America |
| 68     | 30/12/82 | Los Angeles Forum, Los Angeles, CA                   | Stati Uniti (bandiera) | Stati Uniti d'America |

## Lista delle canzoni

### Lista delle canzoni -Bryan Adams at El Mocambo, Toronto
La Setlist del concerto di Bryan Adams, del 27 ottobre 1981 a Toronto :
- One Good Reason
- Don't Let Him Know
- Coming Home
- Win Some Lose Some
- Jealousy
- Tonight
- Don't Look Now
- Lonely Nights
- Jump
- I'm Ready
- Remember
- Hidin' from Love
- Fits Ya Good

### Lista delle canzoni -Bryan Adams at Rock 'n' Roll Grand Slam 1982
La Setlist del concerto di Bryan Adams,  il 23 luglio 1982 a Seattle:
- Remember
- You Want It, You Got It
- One Good Reason
- Jealousy
- Tonight
- Lonely Nights
- Don't Look Now
- Coming Home
- Fits Ya Good
- I'm Ready
- Hidin' from Love
- Jump